# Rime Choquehuanca
Rime Francisco Choquehuanca Aguilar (La Paz, 4 de octubre de 1974) es un abogado y político boliviano. 
Fue candidato a presidente por el partido político Bolivia Social Demócrata en las elecciones presidenciales de Bolivia de 2009, en las que salió en octavo lugar.

## Biografía
Rime Choquehuanca nació en La Paz, sede de gobierno de Bolivia, el 4 de octubre de 1974. Fue hijo de Eduardo Choquehuanca Mamani y Elvira Aguilar Katari. En 1977, a los tres años de edad, quedó huérfano de padre y madre.
Fue cuidado por sus tíos.
Hizo sus estudios primarios y secundarios en el Colegio San Francisco de la Tercera Orden (en la ciudad de La Paz). Cursó la carrera de Derecho en la Universidad Mayor de San Andrés, egresando como abogado.
Durante su trayectoria como abogado, el Gobierno de Evo Morales lo designó en el cargo de fiscal anticorrupción de la ciudad de La Paz. Entre 2007 y 2008 tuvo a su cargo casos como el de Ernesto Tito Asbún (de la empresa Lloyd Aéreo Boliviano), las visas chinas, Branco Marinkovic y la industria aceitera IOL.

## Candidato a la presidencia de Bolivia
En las elecciones generales de 2009, Rime Choquehuanca fue candidato a la presidencia por el partido político Bolivia Social Demócrata. Le acompañó Nora Castro Retamozo para vicepresidente. Obtuvieron 9905 votos ―el 0,22 % de los votantes a nivel nacional― y quedaron en octavo lugar.
Pasadas las elecciones, Choquehuanca desempeñó el cargo de docente en la Universidad Pública de El Alto. En 2013 fue uno de los candidatos para ser el nuevo rector de esa universidad.